# Žuta mrtva kopriva
Žuta mrtva kopriva (žuta žutošiška, lat. Lamium galeobdolon), biljna vrsta u rodu medić ili mrtva kopriva, porodica medićevki. Raširena je po gotovo cijeloj Europi (uključujući Hrvatsku) i zapadnom Sibiru. 
Stabljika je uspravna a lišće ima neugodan miris, a i ime mu dolazi od gale (lasica, mačka) i bdolos (smrad). Raste po listopadnim šumama, uz rubove šuma i uz živice. Cvate od travnja do srpnja.

## Podvrste
1. Lamium galeobdolon subsp. argentatum (Smejkal) J.Duvign.
2. Lamium galeobdolon subsp. flavidum (F.Herm.) Á.Löve & D.Löve
3. Lamium galeobdolon subsp. galeobdolon
4. Lamium galeobdolon subsp. montanum (Pers.) Hayek